# Abraxas auchmodes
Abraxas auchmodes là một loài bướm đêm trong họ Geometridae.